# Ferdinand Oyono

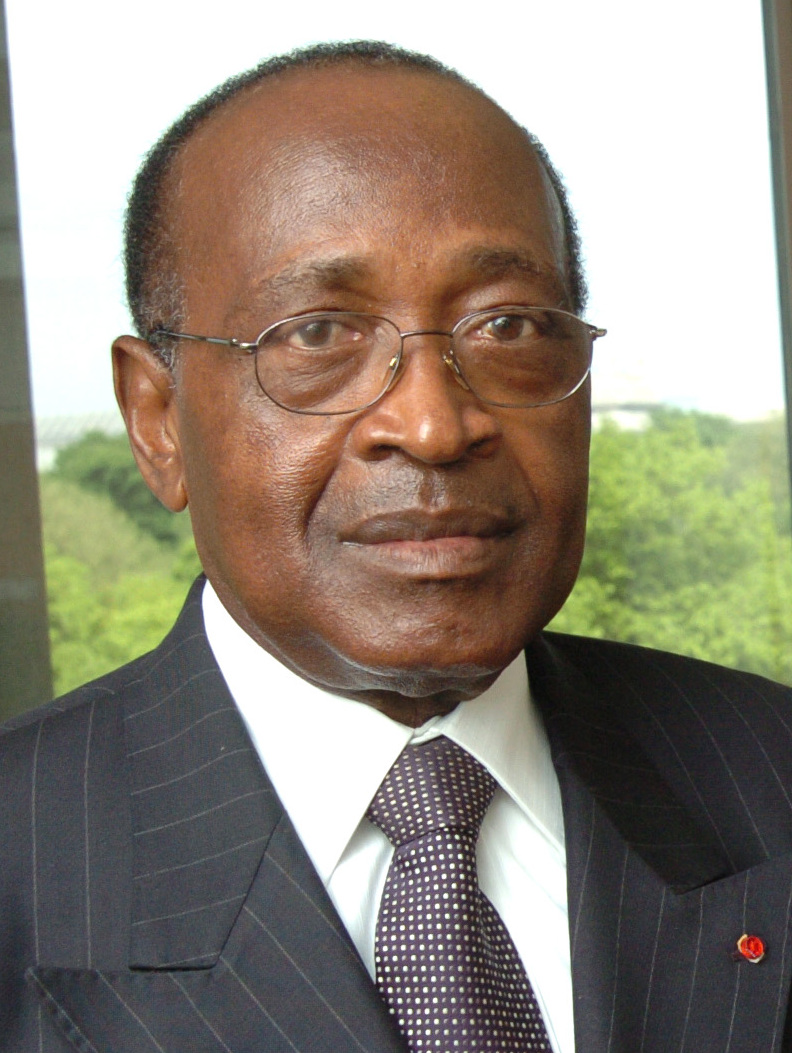
Ferdinand Léopold Oyono (2004)

Ferdinand Léopold Oyono (geboren 14. September 1929 in Ebolowa, Cameroun; gestorben 10. Juni 2010 in Yaoundé) war ein kamerunischer Schriftsteller und Politiker.

## Leben
Ferdinand Oyono besuchte eine französische Missionsschule und machte sein Abitur in Provins in Frankreich. Anschließend studierte er Rechts- und Politikwissenschaft an der Sorbonne. 1960 trat er in den diplomatischen Dienst Kameruns ein und war von 1965 an Botschafter in Liberia und in den Beneluxstaaten und schließlich in Paris für Spanien, Italien, Marokko, Algerien und Tunesien. 1974 wurde er Ständiger Vertreter bei den Vereinten Nationen, ab 1982 wieder Botschafter in Algerien, Libyen, Großbritannien und Skandinavien. 1985 wurde er zum Generalsekretär des Präsidenten Paul Biya ernannt, danach zum Minister. Von 1992 bis 1997 war er Außenminister, 1997 bis 2007 war er Minister für Kultur. Oyono war verheiratet und hatte drei Kinder.
Ferdinand Oyonos drei Romane, die von 1956 bis 1960 erschienen sind, sind Höhepunkte der antikolonialen Literatur. Anders, als es zur Zeit der Négritude üblich war, sind sie nicht in anprangerndem Ton geschrieben. Genauso wenig blicken sie auf die vorkoloniale Geschichte Afrikas übermäßig idealistisch zurück, sondern sie stellen die Zeit des Kolonialismus humorvoll und ironisch dar.

## Werke
- Une Vie de Boy. 1956
  - Flüchtige Spur Tundi Ondua. Übersetzung Katharina und Heinrich Arndt. Düsseldorf : Progress, 1958
- Le Vieux nègre et la Médaille. 1956
  - Der alte Mann und die Medaille. Übersetzung Katharina und Heinrich Arndt. Düsseldorf : Progress, 1957
- Le Chemin d’Europe. Paris : Julliard, 1960. Autobiografisch.